# Eucalyptus propinqua
Eucalyptus propinqua ist eine Pflanzenart innerhalb der Familie der Myrtengewächse (Myrtaceae). Sie kommt am mittleren und nördlichen Küstenabschnitt von New South Wales sowie am südlichen Abschnitt der Ostküste von Queensland vor und wird dort „Grey Gum“, „Small fruited Grey Gum“ oder „Grey Irongum“ genannt.

## Beschreibung

### Erscheinungsbild und Blatt
Eucalyptus propinqua wächst als Baum, der Wuchshöhen von bis zu 40 Meter erreicht. Die Borke ist am gesamten Baum glatt, ist grau oder grau-braun und schält sich in großen Platten oder Flicken. Die Rinde der kleinen Zweige ist grün. Weder im Mark der jungen Zweige noch in der Borke gibt es Öldrüsen. Der Stammdurchmesser erreicht über 1 Meter, selten bis über 2 Meter.
Bei Eucalyptus propinqua liegt Heterophyllie vor. Die Laubblätter sind stets in Blattstiel und -spreite gegliedert. Die Blattspreite an jungen Exemplaren ist lanzettlich und glänzend blassgrün. An mittelalten Exemplaren ist die Blattspreite bei einer Länge von etwa 14 cm und einer Breite von etwa 3,5 cm ebenfalls lanzettlich, gerade, ganzrandig und glänzend blassgrün. Die Blattstiele an erwachsenen Exemplaren sind 10 bis 15 mm lang und schmal abgeflacht oder kanalförmig. Die Blattspreite an erwachsenen Exemplaren mit verschiedenfarbig glänzend dunkelgrünen Ober- und Unterseiten ist bei einer Länge von 8 bis 14 cm und einer Breite von 1,5 bis 2,5 cm lanzettlich, relativ dick, gerade und verjüngt sich zur Spreitenbasis hin und besitzt ein spitzes oberes Ende. Die kaum sichtbaren Seitennerven gehen in geringen Abständen in einem stumpfen Winkel vom Mittelnerv ab. Die Keimblätter (Kotyledone) sind verkehrt nierenförmig.

### Blütenstand und Blüte
Seitenständig an einem bei einer Länge von 5 bis 15 mm im Querschnitt stielrunden Blütenstandsschaft stehen in zusammengesetzten Gesamtblütenständen etwa sieben-, elf- oder mehrblütige Teilblütenstände. Die Blütenstiele sind 2 bis 5 mm lang und stielrund. Die Blütenknospen sind bei einer Länge von 4 bis 5 mm und einem Durchmesser von 3 bis 4 mm eiförmig oder kugelig und nicht blaugrün bemehlt oder bereift. Die Kelchblätter bilden eine Calyptra, die früh abfällt. Die glatte Calyptra ist halbkugelig oder konisch, so lang oder doppelt so lang wie der glatte oder gerippte Blütenbecher (Hypanthium) und so breit wie dieser. Die Blüten sind weiß oder cremeweiß.

### Frucht
Die gestielte Frucht ist bei einer Länge von 2 bis 5 mm und einem Durchmesser von 3 bis 6 mm halbkugelig oder konisch und drei- bis vierfächrig. Der Diskus ist flach oder angehoben, die Fruchtfächer stehen heraus.

## Vorkommen
Das natürliche Verbreitungsgebiet von Eucalyptus propinqua ist die Küste von New South Wales, nördlich von Wyong, sowie der südliche Abschnitt der Ostküste von Queensland.
Eucalyptus propinqua wächst örtlich häufig in feuchten Küstenwäldern auf unfruchtbaren oder mäßig fruchtbaren Böden.

## Taxonomie
Die Erstbeschreibung von Eucalyptus propinqua erfolgte 1896 durch Henry Deane und Joseph Maiden unter dem Titel The grey gum of the north coast districts in Proceedings of the Linnean Society of new South Wales, Series 2, Volume 10, S. 541, Tafel XLIII. Das Typusmaterial weist die Beschriftung „From the Hawkesbury River northwards at least as ar as the Tweed River. (...) Going West it has been found on the eastern slopes of the Dividing Range.“ auf. Ein Synonym für Eucalyptus propinqua H.Deane & Maiden ist Eucalyptus propinqua H.Deane & Maiden var. propinqua.

## Nutzung
Das Kernholz von Eucalyptus propinqua ist rot und sehr hart. Das Holz von Eucalyptus propinqua wird als schweres Bauholz zum Bau Stegen, Böden und Decks, als Pfahl oder Eisenbahnschwelle eingesetzt.